# Valeri Jodemchuk

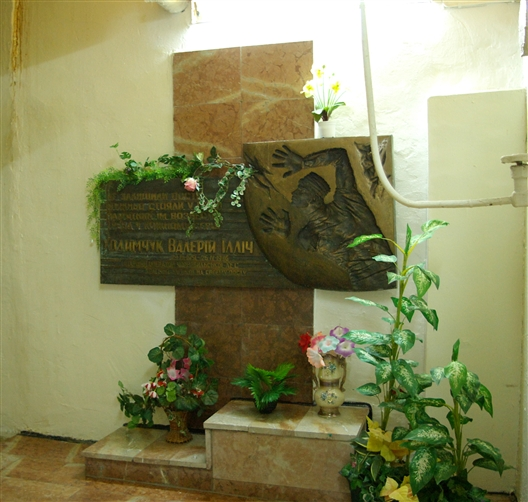
Monumento conmemorativo a Jodemchuk en la central nuclear.

Valeri Ilích Jodemchuk ( ucraniano: Валерій Ілліч Ходемчук ; ruso: Валерий Ильич Ходемчук ; 24 de marzo de 1951 - 26 de abril de 1986) fue un ingeniero soviético que fue el operador de la bomba de circulación del turno de noche en la central nuclear de Chernóbil y fue la primera víctima del accidente de Chernóbil.

## Biografía
Valeri Jodemchuk nació el 24 de marzo de 1951 en Kropivnya, Raión de Ivankiv, Óblast de Kiev.
Inició su carrera en la central nuclear de Chernóbil en septiembre de 1973. Durante sus primeros años en Chernóbil, ocupó cargos de ingeniero de calderas, ingeniero superior de calderas del taller de comunicaciones térmicas y subterráneas, operador del sexto grupo. el operador sénior del grupo 7 de la bomba de circulación principal de la 4.ª unidad del taller del reactor.

### Noche del accidente
La noche del 26 de abril de 1986, Jodemchuk se encontraba en una de las principales salas de máquinas de bombas de circulación del edificio del reactor 4. Fue enviado a la sala de máquinas para informar de los resultados de la prueba de seguridad a los operadores. Aproximadamente a la 1:23 a. m. (hora de Moscú), hubo una serie de poderosas explosiones en el reactor cuatro. Las explosiones arrasaron el reactor y el edificio circundante, incluidas las principales salas de bombas de circulación. Valeri Jodemchuk fue la primera persona en morir durante el accidente de Chernóbil, ya que se cree que murió instantáneamente cuando explotó el reactor número 4.
Su cuerpo nunca fue encontrado y se presume que está sepultado bajo los restos de las bombas de circulación.

## Reconocimiento
En 2008, Jodemchuk fue galardonado póstumamente con la Orden de la valentía de tercer grado por Víktor Yúshchenko, entonces presidente de Ucrania.
Fue interpretado por el actor Kieran O'Brien en la miniserie Chernóbil de HBO del 2019.